# أتيلا سيمون
أتيلا سيمون (بالمجرية: Simon Attila)‏ (4 فبراير 1983 بودابست المجر - ) هو لاعب كرة قدم مجري يلعب كمهاجم.

## وصلات خارجية
أتيلا سيمون على موقع اتحاد المجر (الهنغارية)
- أتيلا سيمون على موقع قاعدة بيانات كرة القدم.إي يو (الإنجليزية)
- أتيلا سيمون على موقع Soccerway.com (الإنجليزية)